# Udo Kier
Udo Kierspe, noto come Udo Kier (Colonia, 14 ottobre 1944), è un attore tedesco.

## Biografia
Nato a Colonia durante la seconda guerra mondiale, l'ospedale dove venne partorito fu bombardato dagli alleati e lui e sua madre dovettero venir estratti dalle macerie. Si trasferì a diciotto anni, nel 1962, a Londra, centro nevralgico della cultura giovanile in quell'epoca. Cominciò la propria carriera nel mondo del cinema alla fine degli anni sessanta come protetto del giovane regista tedesco Rainer Werner Fassbinder, che a quel tempo era suo compagno. Ha recitato in moltissimi film di genere, soprattutto horror degli anni settanta come Il mostro è in tavola... barone Frankenstein o Dracula cerca sangue di vergine... e morì di sete!!!, prodotti da Andy Warhol e diretti da Paul Morrissey. È considerato un attore di culto per queste sue passate interpretazioni, tanto da essere stato chiamato da molti registi per fare camei d'onore.
Oltre ad aver partecipato a diversi film di Lars von Trier, Kier ha recitato in Blade, nel video della canzone Make Me Bad del gruppo musicale Korn, nel video della canzone Deeper and Deeper di Madonna, nel film Armageddon - Giudizio finale e nel finto trailer Werewolf Women of the S.S., realizzato da Rob Zombie per il film Grindhouse (2007). Nel 2010 ha preso parte ad un episodio della serie televisiva Chuck nel ruolo di Otto, un commerciante di diamanti. Ha impersonato anche Yuri nei filmati in alcune missioni del videogioco Command & Conquer: Red Alert 2 e nell'espansione Command & Conquer: Yuri's Revenge, mentre nel 2019 ha affiancato Sônia Braga nella pellicola brasiliana Bacurau.

## Filmografia parziale

### Cinema
- Road to Saint Tropez, regia di Michael Sarne - cortometraggio (1966)
- Schamlos, regia di Eddy Saller (1968)
- La stagione dei sensi, regia di Massimo Franciosa (1969)
- La tortura delle vergini (Hexen bis aufs Blut gequält), regia di Michael Armstrong (1969)
- Proklisis, regia di Omiros Efstratiadis (1971)
- Scacchiera di spie (The Salzburg Connection), regia di Lee H. Katzin (1972)
- Oi erotomaneis, regia di Omiros Efstratiadis (1973)
- Pan, regia di George Moorse (1973)
- Il mostro è in tavola... barone Frankenstein (Flesh for Frankenstein), regia di Paul Morrissey e Antonio Margheriti (1973)
- Dracula cerca sangue di vergine... e morì di sete!!! (Andy Warhol's Blood for Dracula), regia di Paul Morrissey e Antonio Margheriti (1974)
- Quel desiderio di lei (Der letzte Schrei), regia di Robert van Ackeren (1975)
- Histoire d'O, regia di Just Jaeckin (1975)
- La casa sulla collina di paglia (Exposé), regia di James Kenelm Clarke (1976)
- Goldflocken, regia di Werner Schroeter (1976)
- Spermula, regia di Charles Matton (1976)
- Suspiria, regia di Dario Argento (1977)
- Belcanto oder Darf eine Nutte schluchzen?, regia di Robert van Ackeren (1977)
- L'alba dei falsi dei, regia di Duccio Tessari (1978)
- La terza generazione (Die dritte Generation), regia di Rainer Werner Fassbinder (1979)
- Lulù, regia di Walerian Borowczyk (1980)
- Nel profondo del delirio (The strange case of Dr.Jekyll and Miss Osbourne), regia di Walerian Borowczyk (1981)
- Pankow '95, regia di Gábor Altorjay (1983)
- Epidemic, regia di Lars von Trier (1987)
- Europa, regia di Lars von Trier (1991)
- Belli e dannati (My Own Private Idaho), regia di Gus Van Sant (1991)
- Una strana coppia di svitati (Josh and S.A.M.), regia di Billy Weber (1993)
- Cowgirl - Il nuovo sesso (Even Cowgirls Get the Blues), regia di Gus Van Sant (1993)
- Amore con interessi (For Love or Money), regia di Barry Sonnenfeld (1993)
- The Kingdom - Il regno (Riget), regia di Lars von Trier (1994)
- Ace Ventura - L'acchiappanimali (Ace Ventura: Pet Detective), regia di Tom Shadyac (1994)
- Johnny Mnemonic, regia di Robert Longo (1995)
- Ausgestorben, regia di Michael Pohl – cortometraggio (1995)
- Le onde del destino (Breaking the Waves), regia di Lars von Trier (1996)
- Le straordinarie avventure di Pinocchio (The Adventures of Pinocchio), regia di Steve Barron (1996)
- The Kingdom 2 (Riget II), regia di Lars von Trier (1997)
- Il mistero del principe Valiant (Prince Valiant), regia di Anthony Hickox (1997)
- Blade, regia di Stephen Norrington (1998)
- Armageddon - Giudizio finale (Armageddon), regia di Michael Bay (1998)
- Besat, regia di Anders Rønnow Klarlund (1999)
- Il mondo è magia - Le nuove avventure di Pinocchio (The New Adventures of Pinocchio), regia di Michael Anderson (1999)
- Giorni contati - End of Days (End of Days), regia di Peter Hyams (1999)
- Il giorno del giudizio (Doomsdayer), regia di Michael J. Sarna (2000)
- Dancer in the Dark, regia di Lars von Trier (2000)
- L'ombra del vampiro (Shadow of the Vampire), regia di E. Elias Merhige (2000)
- 2012 - L'avvento del male (Megiddo: The Omega Code 2), regia di Brian Trenchard-Smith (2001)
- Missione ad alto rischio (Critical Mass), regia di Fred Olen Ray (2001)
- Invincibile (Invincible), regia di Werner Herzog (2001)
- Rivelazione (Revelation), regia di Stuart Urban (2001)
- Paura.com (FeardotCom), regia di William Malone (2002)
- Dogville, regia di Lars von Trier (2003)
- Van Helsing - Dracula's Revenge (Dracula 3000), regia di Darrell Roodt (2004)
- Jargo, regia di Maria Solrun (2004)
- Evil Eyes, regia di Mark Atkins (2004)
- I colori dell'anima (Modigliani), regia di Mick Davis (2004)
- BloodRayne, regia di Uwe Boll (2005)
- Headspace, regia di Andrew Van Den Houten (2005)
- La terza madre, regia di Dario Argento (2007)
- Werewolf Women of the SS, episodio di Grindhouse, regia di Rob Zombie (2007)
- Halloween - The Beginning (Halloween), regia di Rob Zombie (2007)
- Far Cry, regia di Uwe Boll (2008)
- Soul Kitchen, regia di Fatih Akın (2009)
- My Son, My Son, What Have Ye Done, regia di Werner Herzog (2009)
- Melancholia, regia di Lars von Trier (2011)
- Iron Sky, regia di Timo Vuorensola (2012)
- Nymphomaniac, regia di Lars von Trier (2013)
- The Editor, regia di Adam Brooks e Matthew Kennedy (2014)
- Downsizing - Vivere alla grande (Downsizing), regia di Alexander Payne (2017)
- Cell Block 99 - Nessuno può fermarmi (Brawl in Cell Block 99), regia di S. Craig Zahler (2017)
- STORM: A Star Wars Story, regia di Ryan Coopersmith e Charles Muzard - cortometraggio (2017)
- Don't Worry (Don't Worry, He Won't Get Far on Foot), regia di Gus Van Sant (2018)
- Figlia mia, regia di Laura Bispuri (2018)
- American Animals, regia di Bart Layton (2018)
- The Mountain, regia di Rick Alverson (2018)
- Dragged Across Concrete - Poliziotti al limite (Dragged Across Concrete), regia di S. Craig Zahler (2018)
- Bacurau, regia di Kleber Mendonça Filho e Juliano Dornelles (2019)
- Iron Sky - La battaglia continua (Iron Sky: The Coming Race), regia di Timo Vuorensola (2019)
- Nabarvené ptáče, regia di Václav Marhoul (2019)
- Al di là delle apparenze (Last Moment of Clarity), regia di Colin Krisel e James Krisel (2020)
- Haymaker, regia di Nick Sasso (2021)
- Il mio vicino Adolf (My Neighbor, Adolf), regia di Leon Prudovsky (2022)
- A E I O U – Das schnelle Alphabet der Liebe, regia di Nicolette Krebitz (2022)
- O agente secreto, regia di Kleber Mendonça Filho (2025)

### Televisione
- Final Run - Corsa contro il tempo (Final Run), regia di Armand Mastroianni – film TV (1999)
- 4 contro Z (4 Gegen Z) – serie TV, 41 episodi (2005-2007)
- Chuck – serie TV, episodio 3x15 (2010)
- I Borgia (Borgia) – serie TV, 3 episodi (2011)
- Altes Geld – serie TV, 8 episodi (2015)
- Pitch Perfect: Bumper in Berlin – serie TV, 2 episodi (2022)
- Hunters 2 – serie TV, 6 episodi (2023)

## Videogiochi
- Command & Conquer: Red Alert 2 (2000)
- Command & Conquer: Yuri's Revenge (2001)
- Call of Duty: World War II (2017) - Peter Straub
- Martha is Dead (2022) - Erich

## Doppiatori italiani
Nelle versioni in italiano delle opere in cui ha recitato, Udo Kier è stato doppiato da:
- Dario Penne in Blade, Invincibile, Far Cry, Ulysses: A Dark Odissey
- Sergio Di Stefano in Crimini invisibili, Giorni contati - End of Days, My Son, My Son, What Have Ye Done
- Manlio De Angelis in Suspiria, Barb Wire (primo doppiaggio)
- Francesco Vairano in Belli e dannati, Cowgirl - Il nuovo sesso
- Oreste Rizzini ne Le straordinarie avventure di Pinocchio, La terza madre
- Luciano De Ambrosis in L'ombra del vampiro, Dragged Across Concrete - Poliziotti al limite
- Gino La Monica in Ace Ventura - L'acchiappanimali, Il mio vicino Adolf
- Carlo Reali in Downsizing - Vivere alla grande, Hunters
- Massimo Turci in Dracula cerca sangue di vergine... e morì di sete!!!
- Michele Gammino in Histoire d'O
- Antonio Sanna in Johnny Mnemonic
- Massimiliano Lotti in Van Helsing - Dracula's Revenge
- Emilio Cappuccio in Melancholia
- Bruno Alessandro ne I Borgia
- Edwin Alexander Francis in Iron Sky
- Michele Kalamera in Nymphomaniac
- Pietro Biondi in Cell Block 99 - Nessuno può fermarmi
- Ralph Palka in Don't Worry
- Dario Oppido in Iron Sky - La battaglia continua
- Edoardo Nordio in Barb Wire (ridoppiaggio)

Da doppiatore è stato sostituito da:
- Gianni Quillico in Call of Duty: World War II